# Onosma spruneri
Onosma spruneri är en strävbladig växtart som beskrevs av Pierre Edmond Boissier. Onosma spruneri ingår i släktet Onosma och familjen strävbladiga växter. Inga underarter finns listade i Catalogue of Life.